# Forte delle Teste
Il forte delle Teste (o delle Tre Teste, Fort des Têtes o des Troi Têtes in lingua francese) è una fortezza eretta nella prima metà del XVIII secolo a difesa della città di Briançon, nella regione del Delfinato, nel sud-est della Francia. Parzialmente progettato da Vauban, il forte fu istituito per la prima volta come fortificazione permanente nel 1720 e fu utilizzato dall'esercito francese fino al 1940. Grazie alla sua testimonianza dell'avanzamento delle fortificazioni militari e dell'influenza di Vauban nell'architettura militare, è stato inserito nell'elenco del patrimonio dell'umanità dell'UNESCO nel 2008.

## Storia
Già Vauban nel 1700 aveva rilevato la necessità di realizzare questa postazione fortificata a difesa della città. Il forte fu costruito tra il 1721 e il 1723 su progetto di Tardif e Nègre. sul pianoro delle Teste, previa distruzione di ammassi rocciosi per spianare la base. Si trova a circa 1 400 m s.l.m. e consta di tre fronti ed un basso forte, comprendendo tutte le strutture ausiliarie che allora costituivano l'ossatura della fortificazione: lunette, mezze lunette, camminamenti protetti, etc. La superficie occupata è una volta e mezza quella della Briançon vecchia e poteva ospitare fino a 1 250 soldati e 70 pezzi d'artiglieria. La posizione fu utilizzata dall'esercito francese nella difesa di Briançon fino al 1940, quando fece parte del "Settore Fortificato del Delfinato".

## Descrizione
Il forte è collegato alla città attraverso il ponte d'Asfeld. Il forte ha tre facciate principali e un forte inferiore che copre gli accessi. Il Fort des Trois-Têtes è collegato al vicino Fort du Randouillet da una galleria fortificata chiusa nota come "Communication Y". Nel 1880 furono scavati due magazzini di munizioni, uno all'interno della roccia, l'altro scavato e coperto di terra. Non è mai stato completato come previsto in origine, né ha mai avuto utilizzo per le finalità per le quali è stato costruito. Oggi può essere visitato d'estate con visite organizzate.
È classificato Monumento storico di Francia dal 1989. Nel 2008 ha ottenuto dall'UNESCO, con il forte delle Salettes, quello di Randouillet, il ponte d'Asfeld e le mura fortificate di cinta al centro storico di Briançon, la classificazione come Patrimonio dell'umanità, insieme ad altre fortificazioni progettate dal Vauban lungo i confini francesi.